# Konstanty Korniakt
Konstanty Korniakt (Kornak, Korniak, Korniat, Korneadi, Korneades, Carneadi, Coretho, Carinacto) herbu Krucina (ur. pomiędzy 1517 a 1543, zm. 1 sierpnia 1603) – grecki kupiec związany ze Lwowem, dzierżawca ceł ruskich na terenie województwa ruskiego Rzeczypospolitej, hurtowy handlarz bawełny i małmazji, założyciel rodu Korniakt.
Pochodził z Krety z Kandii. Najpierw mieszkał w Konstantynopolu, później na Wołoszczyźnie, a w końcu osiadł we Lwowie, gdzie przejął spadek po starszym bracie Michale. Królowie polscy przyznali mu szereg przywilejów oraz szlachectwo m.in. w 1569 Korniakt otrzymał prawo swobodnego pobytu w Polsce, w 1570 został obywatelem miasta Lwowa.
Konstanty Korniakt zajmował się handlem międzynarodowym, zwłaszcza z Turcją i krajami niemieckimi. Handlował winami, suknem, bawełną, miodem, skórami i futrami. Trudnił się także lichwą, pożyczając pieniądze nawet królom, np. Zygmuntowi Augustowi, Mniszchom. W latach 1571–1583 dzierżawił ponadto cła na terenie województwa ruskiego Korony Polskiej.
Korniakt był zasłużonym mecenasem architektury. Rozpoczął budowę wspaniałej kamienicy przy rynku we Lwowie, która później została przebudowana przez Jana III Sobieskiego i jest dziś znana jako Kamienica Królewska. Rozbudował też Cerkiew wołoską, stawiając przy niej wieżę, która jest jednym z charakterystycznych elementów panoramy Lwowa oraz finansując budowę renesansowej kaplicy. Był gorliwym wyznawcą prawosławia i bronił jego interesów, ale utrzymywał też przyjazne stosunki z jezuitami.
Około 1575 roku ożenił się z Anną Dzieduszycką, która zmarła w roku 1616. Miał trzech synów: Aleksandra, Konstantego (ojciec rotmistrza Karola Franciszka) i Michała, oraz córki: Annę (żona Jana Tarnowskiego), Zofię (żona Abrahama Huberta) i Katarzynę (żonę Aleksandra Chodkiewicza, wojewody trockiego, a po jego śmierci księcia Konstantego Wiśniowieckiego – wojewody bełskiego).

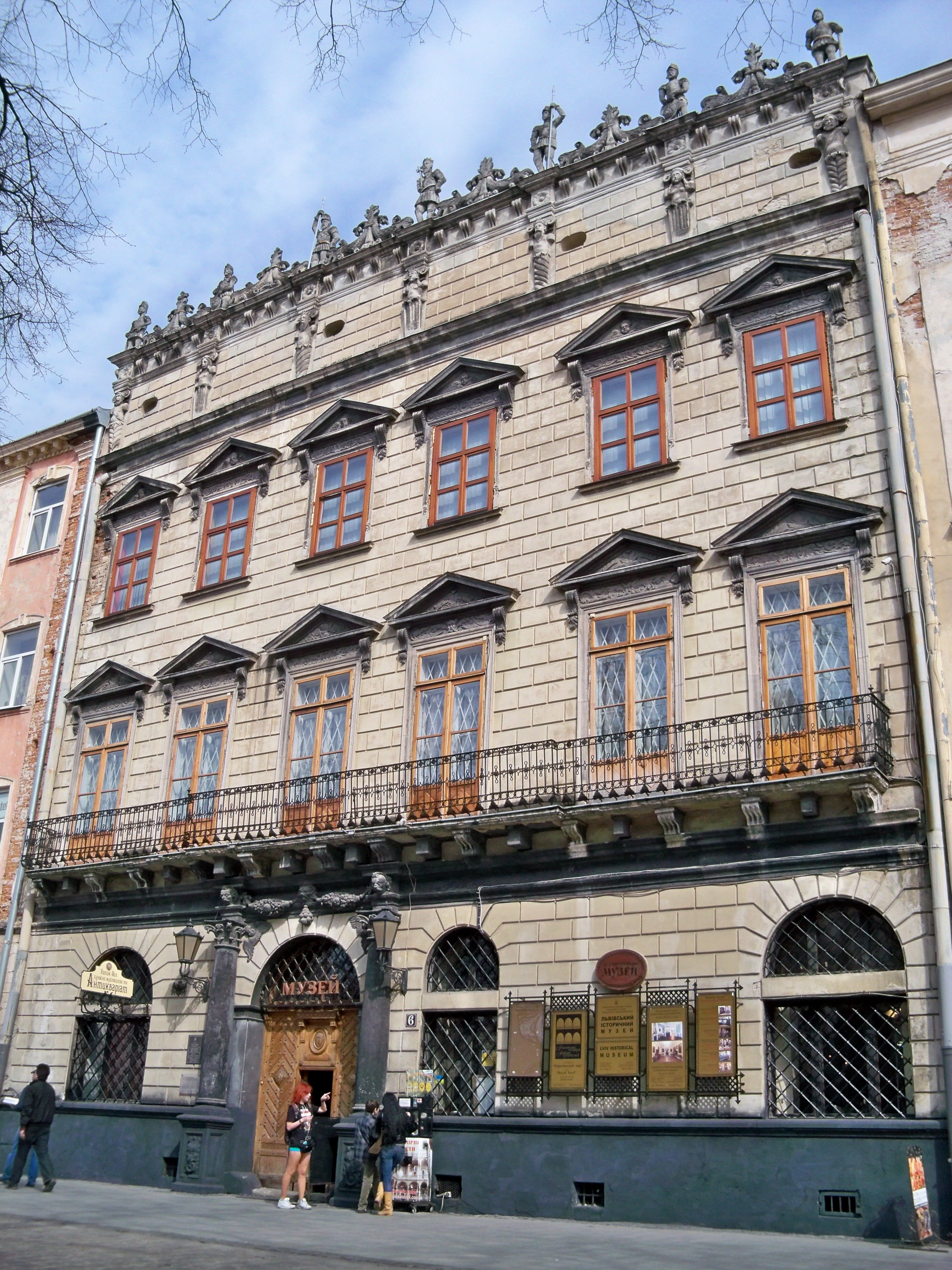
Kamienica Królewska po przebudowie w 2. połowie XVII wieku
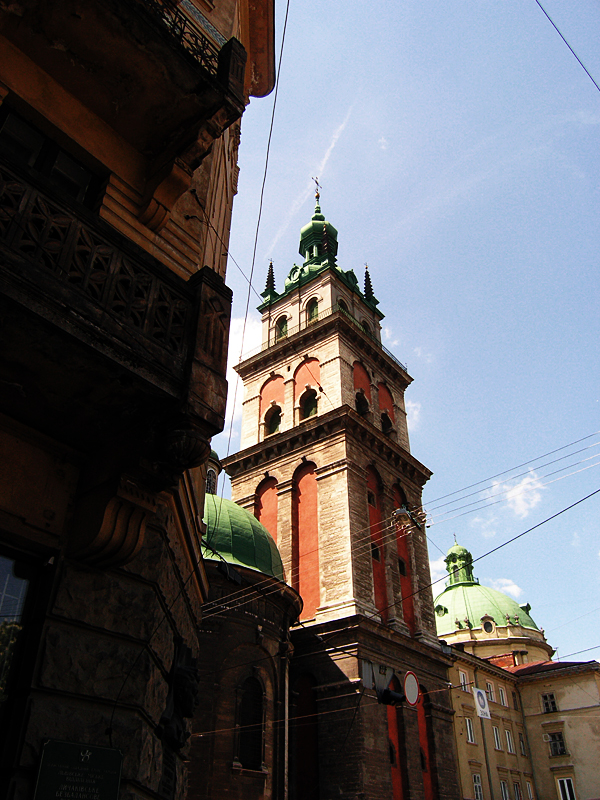
Wieża Konstantego Korniakta przy cerkwi wołoskiej we Lwowie
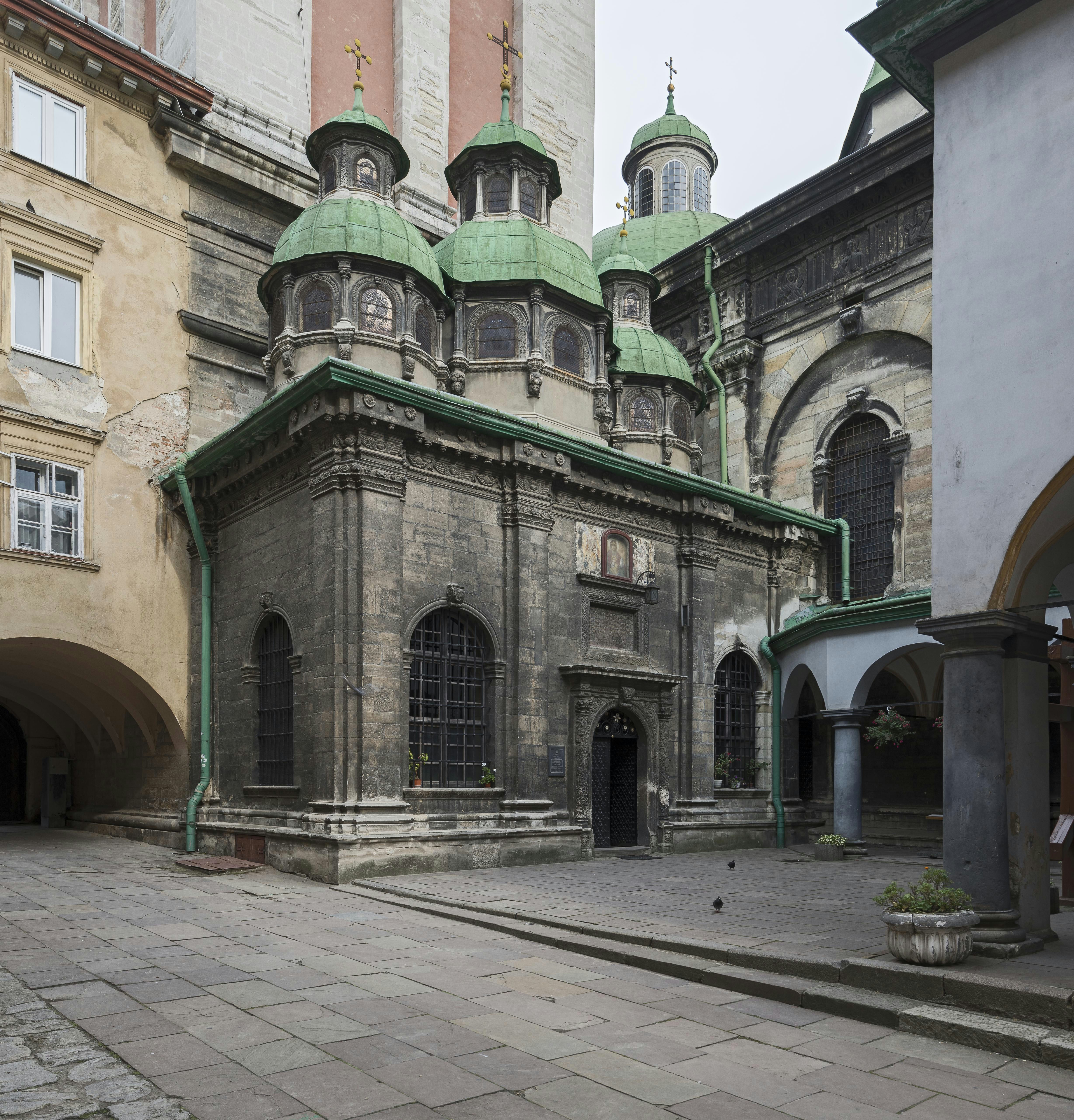
Kaplica Korniakta przy Cerkwi Wołoskiej
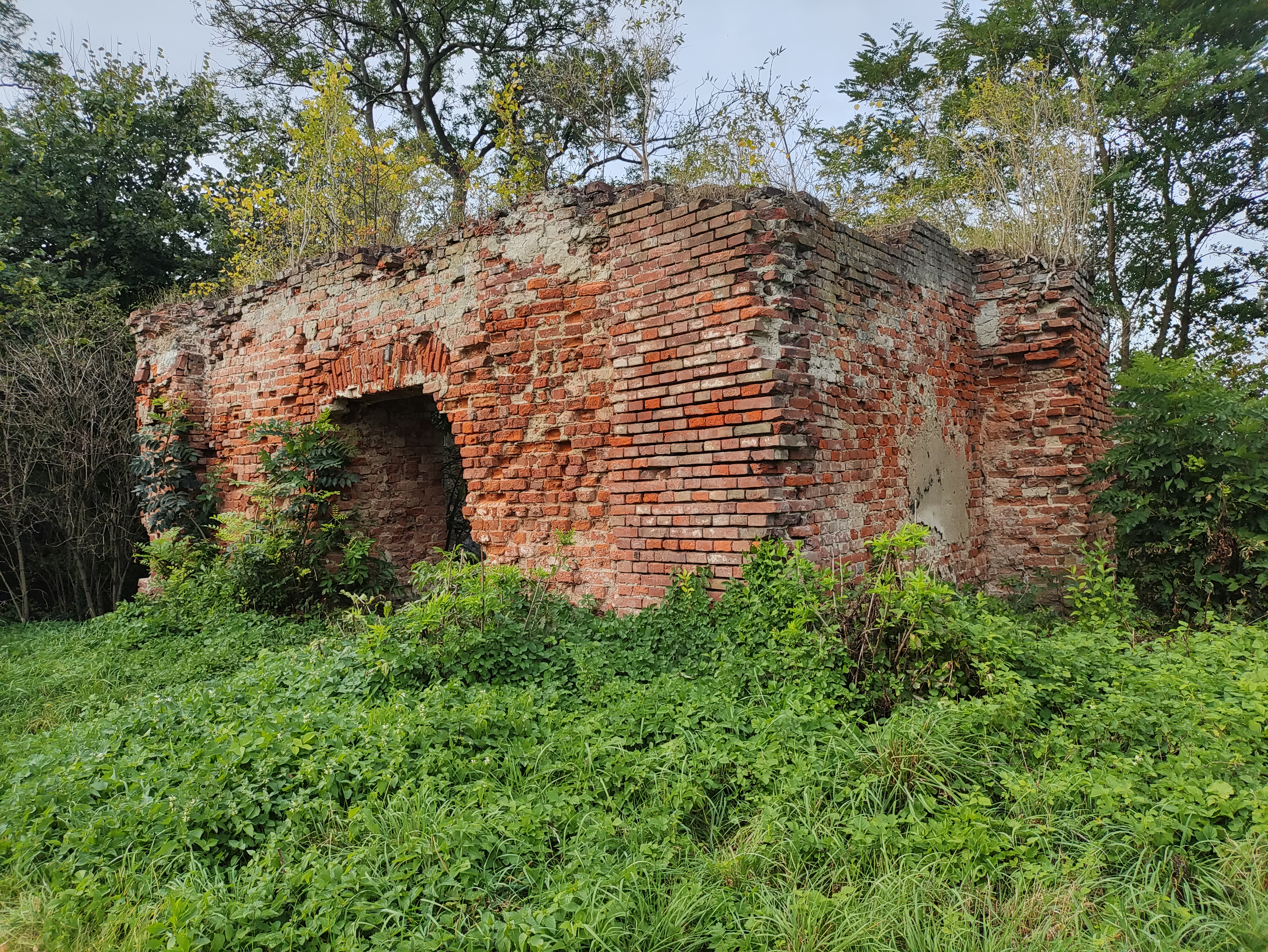
Ruiny dworu Korniakta w Sośnicy nad Sanem